# Triassothripidae
Triassothripidae zijn een fossiele familie van tripsen (Thysanoptera). De familie kent twee geslachten.

## Taxonomie
De familie kent de volgende geslachten:
- Kazachothrips  †
- Triassothrips  †